# Mykale

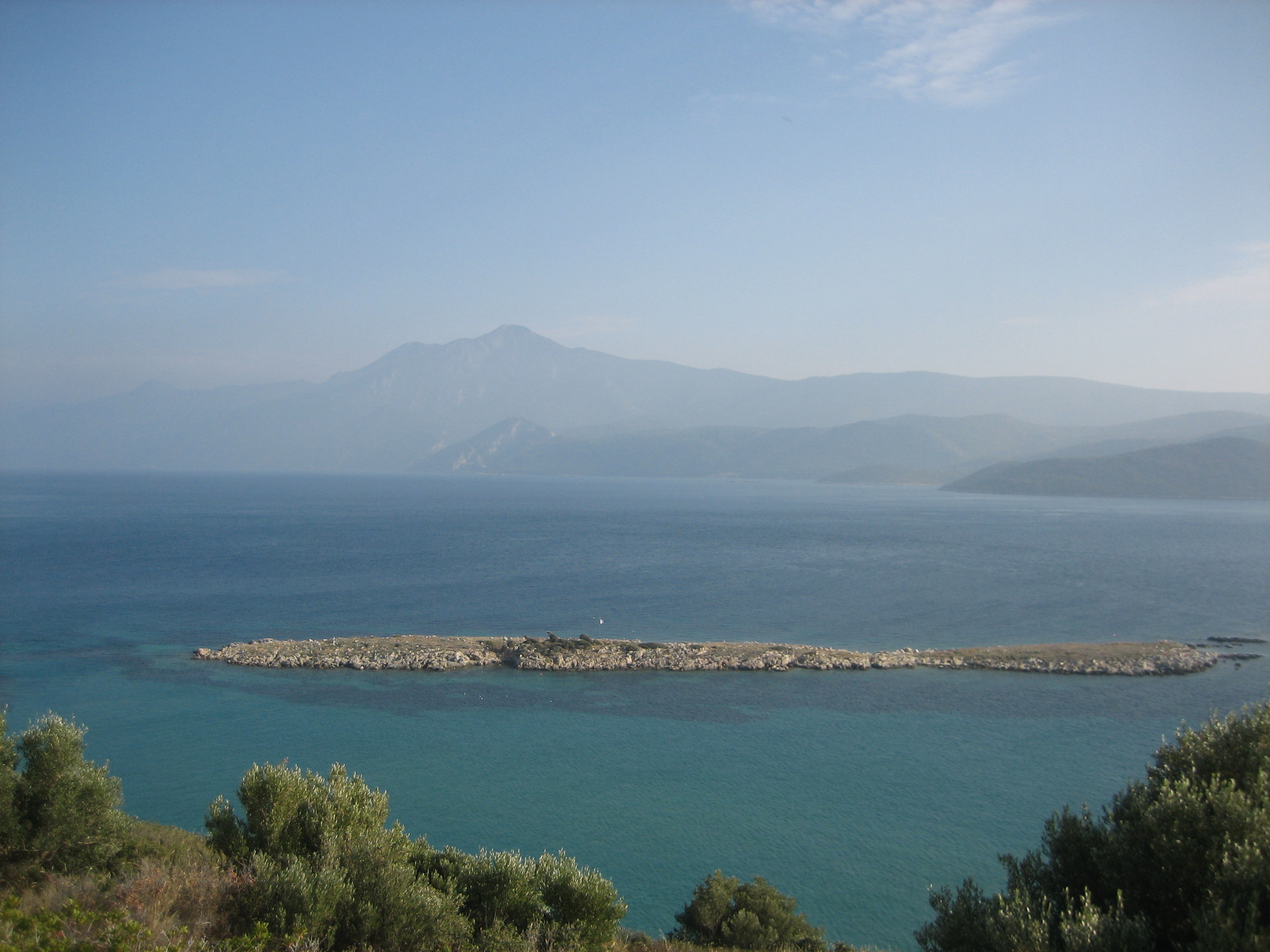
Mykale sedd från ön Samos, med Mykalesundet emellan.

Karta över Mykale med kustlinjeförskjutningar sedan antiken.

Mykale (grekiska: Μυκάλη, latin: Mycale, turkiska: Samsun Daği) är ett bergsmassiv (1 237 m ö.h.) vid Turkiets västra medelhavskust, mitt emot ön Samos och norr om floden Menderes mynning. I klassisk tid utgjorde hela berget en halvö ut i Egeiska havet, men på grund av igenslamning från Menderes har den tidigare havsviken söder om det förvandlats till bördiga slätter och ett delta.

## Antiken
Geopolitiskt tillhörde Mykale under antiken Jonien. På dess södra sida låg staden Priene, och tvärs över den vik där Maiandros flöt ut låg Miletos (Se kartan till höger). Strax norr om berget låg Efesos.

### Slaget vid Mykale
I det omkring 13 kilometer breda sundet mellan Samos och Mykales utlöpare Trogylion besegrade grekerna under Leotychides och Xanthippos den persiska flottan i ett stort sjöslag år 479 f.Kr.